# Mentale Buchführung
Mentale Buchführung (englisch Mental Accounting) ist eine Theorie über ein systematisches Kognitionsproblem und Gegenstand der Verhaltensökonomik (englisch Behavioral Economics). Gemäß dieser Theorie teilen Menschen finanzielle Transaktionen in mentale Konten ein und behandeln diese je nach Konto unterschiedlich. Hieraus ergeben sich falsche Entscheidungen. Die Theorie geht auf Arbeiten des US-amerikanischen Wirtschaftswissenschaftlers Richard Thaler von 1980 und 1985 zurück.

## Kontenbildung
Die (fiktiven) Konten, die die Menschen unbewusst bilden, können nach unterschiedlichsten Kategorien gebildet werden. Beispiele wären z. B. „Geschenke“, „Ausgaben, die mit dem Sommerurlaub in Verbindung stehen“, „Aktienkursgewinn“. Diese Kontenbildung hilft, den Überblick über Einnahmen und Ausgaben zu behalten.

## Probleme

### Entscheidungsirrelevante Kosten
Entscheidungsirrelevante Kosten wie versunkene Kosten dürfen nicht in die rationale Entscheidungsfindung eingehen. Die mentale Kontenbildung verhindert jedoch unter Umständen das Erkennen, dass es sich um solche handelt.
Thaler beschreibt ein empirisches Experiment, in dem die Testpersonen ins Theater gehen möchten und die Karte 10 Dollar kostet. Im Experiment bekommen die Probanden nun gesagt, sie stünden an der Theaterkasse und hätten die Karte verloren und müssten diese neu kaufen. 56 % sind nicht dazu bereit. Mental werden diese 10 Dollar dem Konto „Kauf Theaterkarte“ zugeschlagen. Die Karte kostet dann 20 Dollar, mehr als den Probanden der Theaterbesuch wert ist. Eine andere Teilgruppe der Experimentteilnehmer sollte an der Abendkasse für 10 Dollar die Karte kaufen. Sie bekamen dann gesagt, sie hätten die 10 Dollar Bargeld verloren und müssen nun die Karte aus anderem Geld zahlen. Hier entschieden sich 88 % zum Kauf der Karte. Mental werden diese 10 Dollar dem Konto „Verlust Bargeld“ zugeschlagen. Der mentale Preis der Eintrittskarte blieb somit bei 10 Dollar.

### Verlustaversion
Menschen bewerten gemäß der Prospect-Theorie den möglichen Verlust von Geld deutlich höher als die Chance auf Gewinn. Diese Verlustaversion führt zur Status-quo-Verzerrung. Gewinne und Verluste werden auf unterschiedlichen mentalen Konten verbucht. Nur dadurch kann diese Verzerrung überhaupt auftreten.

### Fehlende „Verrechnung“ dieser Konten
Rationale Entscheidungen bei voneinander abhängigen Sachverhalten bedürfen der gemeinsamen Betrachtung. Diese kann durch die Aufteilung in mentale Konten verhindert werden.